# Supermulher
Super-Mulher (AO 1990: Supermulher; Superwoman, no original) é o nome de várias personagens fictícias criadas pela DC Comics, com a intenção de criar uma versão feminina do Superman. No Brasil e em Portugal, a Mulher-Maravilha já foi chamada de Super-Mulher, quando suas aventuras foram publicadas pela antiga Editora Orbis.

## Lois Lane
Há várias histórias em que Lois Lane se tornou a Super-Mulher.
Na primeira em Action Comics, ela sonha que ganhou superpoderes com a transfusão de sangue com Superman e inicia sua carreira de Super-Mulher. O tema seria revisto em 1947 numa história do Superman em que uma dupla de mágicos de araque "enfeitiçaram" Lois, a fazendo acreditar que tem superpoderes. O Superman é forçado a cooperar durante um tempo, usando supervelocidade ficando invisível intervêm nas aventuras de Lois, por enquanto apoiando a ilusão. Ela cria uma fantasia modelada antes que o Superman "quebre o feitiço". Numa História publicada em Action Comics, Lois ganhou superpoderes de fato graças a uma das invenções de Lex Luthor, e lançou uma carreira de vida curta como "Super-Mulher".
Outras histórias mostram contos em que Lois ganhou superpoderes e atuou como "Super-Mulher", mas todos estes eram, contos sobre poderes temporários que se foram no final da história. Um exemplo típico disto foi em The Turnabout Powers de Superman's Family onde na Terra 2, Lois ganhou poderes de seu marido (o Superman da Terra 2) pelo efeito inesperado de uma planta extraterrestre exótica que Superman tinha trazido para casa. A morte da planta reverteu o efeito.
Outro exemplo está nas minisséries Batman/Superman: World's Finest onde Mr. Mxyzptlk transformou Lois em "Super-Mulher" com roupa e poderes.
Na última edição de All Star Superman #2 ela ganha de presente uma fórmula criada pelo Superman chamada "Exo-Genes" que permite que usasse seus superpoderes durante 24 horas e ela volta a ser a Super-Mulher. Durante suas aventuras ela encontra Sansão e Atlas e foi capturada pelo Ultrasphinx. Ela perdeu seus poderes quando o dia terminou.

## Sindicato do Crime da América
É a contraparte maléfica da Mulher-Maravilha em um universo paralelo chamada Terra 3 no Pré-Crise agora no Universo de antimatéria no Pós-Crise.
Na versão Pré-Crise, era uma amazona renegada com um laço mágico capaz de se transformar em dragão. Na versão Pós-Crise, ela é Lois Lane da Terra do Universo de Antimatéria, com poderes similares a versão Pré-Crise.
Usando o pseudônimo de Lois, Super-Mulher é uma Amazona de nascimento, e subiu gradualmente para se tornar editora-chefe do Planeta Diário dentro do "Mundo dos Homens". Em aparecimento ela se assemelha à identidade secreta de Mulher-Maravilha de Diana Prince. Super-Mulher se aborrece com seus colegas. Por exemplo, Catherine Grant respondeu uma vez para Terra 1 a investigação de Superman sobre o seu paradeiro, estourando o "zits" do pequeno Jimmy Olsen provavelmente; Claro que Grant também recorre a Super-Mulher como "Cadela Rainha". 
O único civil que conhece a identidade secreta da Super-Mulher é Jimmy Olsen que, como um pervertido, faz o que ele não conta em troca do favor de assistir quando ela mudar o seu equipamento e pedaços receptores disso para o "equipamento de disfarce dela". Ele é assim que ele ignora as zombarias e insultos dela, "o Informante da Super-Mulher", Jimmy Olsen. Isso é o que seu próprio Jornal o chama uma referência para o título popular dele de "O Camarada do Superman, Jimmy Olsen." Também na LJA: Earth 2, Ultraman odeia a frigidez de Super-Mulher para com ele. Enquanto isso, ela está continuando seu caso com Owlman, e eles roubam a cena sempre que eles sentem Ultraman não está assistindo. Porém, da Fortaleza Flutuante dele (A contraparte de antimatéria para a Fortaleza de Solidão), Ultraman não hesita adverti-los usando sua visão de calor neles sempre que ele os pega juntos.

## Contraparte feminina do Superman
Apareceu em DC Series: Superman quando o Superman volta de uma missão interestelar e vê todo o mundo na Terra é de sexo oposto. Entre eles: Penny White (Perry White), Jenny Olsen (Jimmy Olsen), Louis Lane (Lois Lane), Batwoman (Batman), Wonder Warrior (Mulher-Maravilha masculino), Condor Negro (Canário Negro) e Super-Mulher (Superman).
Acreditando que cruzou em um universo paralelo, Superman voa pelo espaço procurando um portal dimensional, mas é bloqueado por uma barreira invisível. Ele nota que há uma falha quando ele vê a Super-Mulher e Clara Kent (a identidade secreta presumida da Super-Mulher) são duas pessoas diferentes. Depois de uma luta com Super-Mulher, Superlad (Supergirl) e Wonder Warrior, o Superman que de entende o seu inimigo Mr. Mxyzptlk está por trás deste mundo invertido, o Superman descobre que também nunca esteve num universo paralelo, mas depois que fez o Mr. Mxyzptlk falasse seu nome ao contrário e assim o fazendo voltar à sua dimensão nativa, os efeitos da magia de Mr. Mxyzptlk (inclusive a existência de Super-Mulher) desaparece, enquanto voltando para a Terra normal.

## Kristin Wells
Apaerceu pela primeira vez em Maggin's Superman e depois introduzida na série DC Comics Presents como Super-Mulher. Ela é descendente do Jimmy Olsen no Século XXIX, ela viaja para o século XX e com sua tecnologia do futuro permite que tenha seus poderes.

## Dana Deardon
Fã  obcecada do Superman Dana Dearden roubou artefatos místicos que lhe concederam a força de Hércules, a velocidade (e voo) de Hermes, os raios de Zeus, e a visão de Heimdall. Dana vestiu em um uniforme, verde-e-roxo como "Super-Mulher" abaixo de escrito "S", e se chamou Super-Mulher, e tentou conseguir que o Superman se apaixone por ela (sequestrando o Jimmy Olsen para adquirir o elogio notável dele). Ele rejeitou os avanços dela, e o Jimmy chamou-a de obcecada. Ela desapareceu, enquanto estava tentando ajudar as pessoas de um salvamento junto com Superman de um navio em chamas. Quando o Superman estava dividido, de energia Vermelho e Azul dele Super-Mulher devolveu esperando aquele do Superman devolveria os sentimentos dela, mas Máximus interveio, e usado a telepatia dele para convencer Super-Mulher que ela destruiria o Superman com o amor dela. A ilusão telepática usou e ela tentaria ganhar o Superman novamente em cima de, este tempo em um vermelho-e-azul bem parecido a seu, e reivindicou ser a esposa dele. Ela morreu, enquanto tentando o proteger de demônios, desde que ela soube que ele era vulnerável a magia.

## Outras encarnações
Várias histórias em quadrinhos, Pré-Crise e Pós-Crise, ofereceu um olhar rápido de possíveis mercados a termo que assumem várias encarnações de Supergirl mudariam o codinome dela eventualmente a Super-Mulher. Um exemplo foi em 1980 assunto de Superman Family, em qual todas as histórias são fixas dentro o então futurístico 1999 ou 2000 (o prazo só é citado como "a volta do século") com os personagens envelheceram adequadamente, inclusive uma Linda Danvers mais velha (Kara Zor-El) que divide o tempo dela entre aventurar como Super-Mulher e servir como governadora de Flórida. Alternadamente, algumas histórias assumem uma das descendentes femininas de Superman assumiria o nome ”Super-Mulher”, como a bisneta Lara dele de Superman/Batman: Geração III.

## Em outras mídias
Uma versão da Super-Mulher se apareceu em Lois & Clark: As Aventuras do Superman em três episódios, Ultra-Mulher. O Clark perdeu os poderes dele quando uma raio de kryptonita vermelha o atingiu e transferiu os poderes dele a Lois. Até que Lois baixou um portão de ferro com suas próprias mãos. A Sra. Kent fez uma fantasia e o Clark a apresenta a Metrópolis como Ultra-Mulher.